# Gens Plautia
La gens Plautia (italiano: Plauzia; scritto anche Plotia/Plozia) era una gens dell'antica Roma, di status plebeo. 
Compaiono nelle fonti a partire dal 358 a.C., quando Gaio Plauzio Proculo divenne il primo membro di questa famiglia ad accedere al consolato, nonché uno dei primi consoli plebei a seguito della Leges Liciniae Sextiae. Dopo una lacuna che va dalle guerre sannitiche alla fine del II secolo a.C., i Plautii comparirono regolarmente nella storia di Roma, in qualità di magistrati e militari. 
Nel I secolo d.C., a seguito del suo matrimonio con Plauzia Urgulanilla, l'imperatore Claudio elevò il ramo famigliare della moglie allo status patrizio.

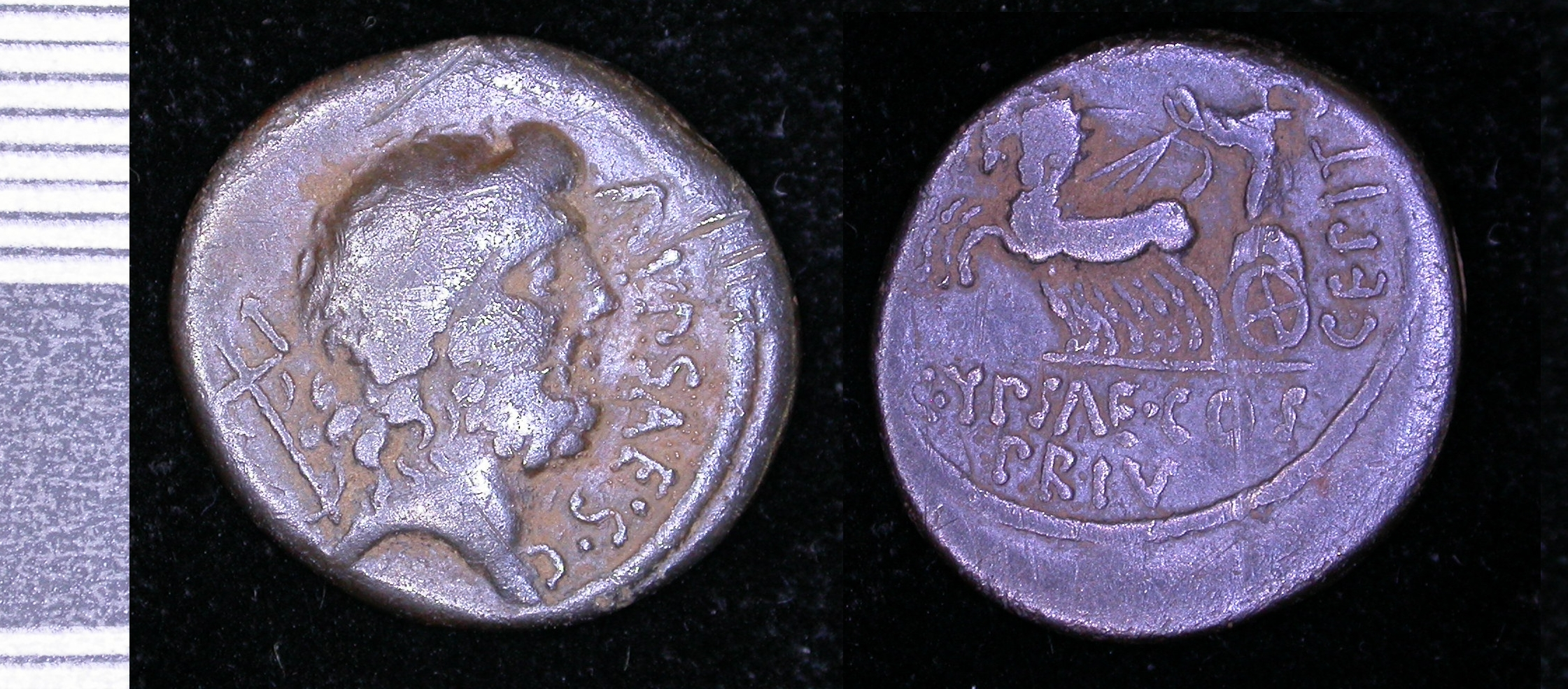
Denaro emesso da Publio Plauzio Ipseo nel 60 a.C. Il dritto presenta una testa di Nettuno, mentre il rovescio raffigura il trionfo di Gaio Plazio Decio dopo la sua presa di Privernum.

## Origini
La gens Plautia affermava di discendere da Leucone, figlio del dio Nettuno e della principessa Temisto, figlia di Ipseo. Per sottolineare questa pretesa, il politico Publio Plauzio prese Ipseo come cognomina e fece coniare monete che ritraevano Nettuno. 
Il nomen Plautius deriva da Plautus, ovvero "dai piedi piatti", un antico cognomina romano. La maggior parte degli storici ritiene che la gens Plautia sia originaria di Roma, ma alcuni sostengono che possano esservi trasferiti da Privernum.

## Praenomina
Nella prima età repubblicana, i praenomina più utilizzati dai Plautii erano Lucio, Gaio, Publio e Marco. In età imperiale, si aggiunsero anche Aulo, Quinto e Tiberio.

## Cognomina e familiae
Le principali familiae che si ramificarono all'interno della gens Plautia portavano i cognomina: 
- Venoce o Venno: fra i primi a portare questo cognomina, che significa "cacciatore", fu Gaio Plauzio, censore nel 312 a.C., che scoprì le sorgenti dell'Aqua Appia.[4][7][8].
- Proculo: derivato da un termine antico che indica un bambino nato lontano dalla patria o un diminutivo di Proca, re mitologico di Alba Longa, questa familia si originò a partire da Gaio Plauzio Proculo, primo console dei Plautii[9].
- Silvano: termine che indica un abitante delle foreste, questa familia si sviluppò durante l'ultima fase repubblicana e la prima imperiale[1].

## Membri notevoli

### Prima età repubblicana
- Publio Plauzio, nonno di Gaio Plauzio Proculo;[10]
- Publio Plauzio, padre di Gaio Plauzio Proculo;[10]
- Gaio Plauzio Proculo, primo console dei Plautii, nel 358 a.C.;[10]
- Gaio Plauzio Deciano, console nel 329 a.C.;[10]
- Publio Plauzio Proculo, console nel 328 a.C.;[10]

### Plautii Vennones
- Lucio Plauzio Venoce, nonno di Gaio Plauzio Venoce Ipseo;[10]
- Lucio Plauzio Venoce, padre di Gaio Plauzio Venoce Ipseo;[10]
- Gaio Plauzio Venoce Ipseo, console nel 347 e nel 341 a.C.;[10]
- Lucio Plauzio Venno, console nel 330 a.C., combatté contro le tribù Privernate e Fundane;[10]
- Lucio Plauzio Venno, console nel 318 a.C., si occupò di esigere ostaggi da Teanum Apulum e Canusium;[10]
- Gaio Plauzio Venoce, censore nel 312 a.C.;[10]
- Lucio Plauzio Venoce Ipseo, pretore nel 189 a.C. e governatore dell'Hispania Citerior;[11]
- Lucio Plauzio Venoce Ipseo, figlio del precedente, triumviro monetalis fra il 194 e il 190 a.C.;[12]
- Gaio Plauzio Venoce Ipseo, pretore nel 146 a.C. Stanziato nella Hispania Ulterior, venne sconfitto due volte da Viriato e condannato all'esilio;[13][14]
- Lucio Plauzio Venoce Ipseo, pretore nel 139 a.C. Stanziato in Sicilia durante la prima guerra servile, venne sconfitto e morì in battaglia;[15]
- Marco Plauzio Venoce Ipseo, console nel 125 a.C., gestì la redistribuzione dell'ager pubblico occupato illegalmente. Il modo in cui gestì la cosa fu aspramente criticato da Cicerone;[10][16]
- Gaio Plauzio Venoce Ipseo, triumviro monetalis nel 121 a.C. Le sue monete sono l'unico esempio dell'ortografia Plutii;[17]
- Marco Plauzio Venoce Ipseo, pretore e legato in Asia sotto Silla. Sposato con Orestella, si suicidò nel 90 a.C. quando, appena tornato a Roma, seppe della sua morte;[18]
- Publio Plauzio Venoce Ipseo, questore sotto Gneo Pompeo. Si candidò al consolato nel 54 a.C. contro Tito Annio Milone, ma fu squalificato quando i suoi schiavi dichiararono che aveva fatto ricorso alla corruzione.[19][20][21][22][23][24]

### Plautii Silvani
- Aulo Plauzio Silvano, padre del successivo;
- Quinto Plauzio Silvano, ambasciatore a Creta nel 113 a.C.;
- Aulo Plauzio Silvano, tribuno della plebe nel 70 a.C. e legato in Sicilia sotto Pompeo nel 67 a.C. Fratello e padre dei successivi due;
- Marco Plauzio Silvano, tribuno della plebe nell'89 a.C. Concesse la cittadinanza romana agli alleati italici e limitò il numero di giurati equestri ammessi a un processo;
- Aulo Plauzio Silvano, tribuno della plebe nel 56 a.C., edile curule nel 55, pretore urbano nel 51 e successivamente propretore della Bitinia e del Ponto. Amico di Cicerone e alleato di Pompeo;
- Aulo Plauzio Silvano, figlio del precedente, proconsole di Cipro nel 22 a.C., padre di Aulo Plauzio, che sposò una Vitellia e fu console suffectus nel 1;
- Marco Plauzio Silvano, fratello del precedente, sposò Urgulania, amica intima di Livia Drusilla;
- Marco Plauzio Silvano, figlio del precedente, console nel 2;
- Marco Plauzio Silvano, figlio del precedente, pretore nel 24. Morì suicida dopo essere stato processato per aver ucciso la sua seconda moglie. Padre adottivo di Plauzio Eliano;
- Publio Plauzio Pulcro, fratello del precedente, questore nel 31;
- Aulo Plauzio Silvano Urgulanio, fratello dei precedenti, morto bambino;
- Plauzia Urgulanilla, sorella dei precedenti, prima moglie dell'imperatore Claudio;
- Plauzia Silvana, figlia di Aulo Plauzio e Vitellia, sposò Publio Petronio;
- Aulo Plauzio Silvano, fratello della precedente, generale responsabile della conquista della Britannia sotto Claudio;
- Quinto Plauzio Silvano, fratello dei precedenti, console nel 36. Sposò una Sesta Laterana.
- Plauzio Silvano Laterano, figlio del precedente. Amante di Messalina, moglie di Claudio, e uno dei congiurati dei Pisoni contro Nerone.
- Plauzia Silvana, sorella del precedente, sposò Lucio Antistio Vetere, console nel 55;
- Plauzia Laterana, sorella della precedente, sposò Publio Quintilio Varo il Giovane;
- Plauzia Silvana, sposò Tito Flavio Sabino;
- Aulo Plauzio, figlio di un Plauzio Pulcro, ucciso da Nerone;
- Plauzia Quintilia, figlia del precedente e moglie di Publio Elvidio Prisco;
- Lucio Elio Lamia Plauzio Eliano, console suffectus dopo Domiziano, nell'80; figlio di Plauzio Eliano;
- Plauzia Fabia, figlia del precedente, moglie di Gaio Avidio Nigrino e nonna dell'imperatore Lucio Vero.
- Plauzia Elia, sorella della precedente, madre di Lucio Fondanio Lamia Eliano.

### Altri
- Publio Plauzio Rufo, agitatore e cospiratore di età augustea, triumviro monetalis;
- Novio Plauzio, falegname della metà del III secolo a.C., le cui opere sono state rinvenute a Preneste;
- Plauzio, commediografo le cui opere, a causa dell'assonanza, venivano spesso attribuite al più noto Plauto;
- Lucio Plozio Gallo, retore originario della Gallia Cisalpina. Giunto a Roma nell'88 a.C., fondò la prima scuola di retorica latina e fu autore di molti capisaldi della materia. Era molto ammirato da Cicerone;
- Marco Plozio, nel 48 a.C. venne inviato da Cesare, invano, a convincere Lucio Cornelio Lentulo a tradire Pompeo;
- Lucio Plauzio Planco, membro adottivo, si consegnò a Marco Antonio durante le proscrizioni per salvare la vita dei suoi schiavi;
- Plozio Numida, combatté nella guerra di Cantabria. Il suo ritorno a Roma fu celebrato da un'idea di Orazio, suo amico;
- Plozio Tucca, amico intimo di Virgilio e uno dei suoi eredi. Fu fra coloro che consegnarono il manoscritto incompiuto dell'Eneide ad Augusto, invece di bruciarlo come chiesto da Virgilio;
- Plozio Firmo, prefetto del pretorio di Otone. Sedò una rivolta grazie al solo carisma personale;
- Plozio Grifo, pretore nel 70;
- Plauzio, noto giurista dell'epoca di Vespasiano;
- Plauzio Quintillo, console nel 159. Sposò Ceionia Fabia, sorella dell'imperatore Lucio Vero;
- Lucio Tizio Plauzio Aquilino, console nel 162;
- Marco Peduceo Plauzio Quintilio, console nel 177, augure e cognato di Commodo, di cui fu sempre alleato. Venne ucciso nel 205 da Settimio Severo;
- Plauzio Quintilio, figlio del precedente;
- Plauzia Servilia, sorella del precedente;
- Mario Plozio, grammatico del IV o V secolo, autore del De Metris Liber.